# Monumenta Germaniae Historica

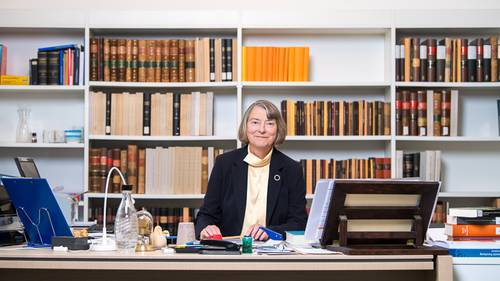
Martina Hartmann als Präsidentin der MGH an ihrem Arbeitsplatz, fotografiert 2018

Die Monumenta Germaniae Historica (MGH, lateinisch für „Geschichtliche Denkmale Deutschlands“) sind eine wissenschaftlich bearbeitete Editionsreihe historischer Dokumente zur deutschen Geschichte des Mittelalters. Mit dem gleichen Namen wird das Institut mit Sitz in München bezeichnet, das diese Sammlung herausgibt. Aus der 1819 gegründeten Gesellschaft für ältere deutsche Geschichtskunde hervorgegangen, trägt es heute den Namen Monumenta Germaniae Historica (Deutsches Institut für Erforschung des Mittelalters). Ziel der Einrichtung ist es, mittelalterliche Textquellen der Forschung zugänglich zu machen und durch kritische Studien zur wissenschaftlichen Erforschung der deutschen bzw. europäischen Geschichte beizutragen.
Die MGH-Editionen stellen eine zentrale Quellensammlung zur mittelalterlichen Geschichte dar; sie sind oft auch die maßgeblichen wissenschaftlichen Ausgaben der jeweiligen Texte. Außerdem wird von den MGH mit dem Deutschen Archiv für Erforschung des Mittelalters (DA) eine der wichtigsten Fachzeitschriften der Mediävistik herausgegeben. Gerade im 19. Jahrhundert übten die Editionen maßgeblichen Einfluss auf die deutsche Mittelalterforschung aus; bis heute handelt es sich um eine der größten koordinierten Arbeiten auf dem Gebiet historischer Forschung.

## Geschichte

### Beginn des Projektes und Konzeption

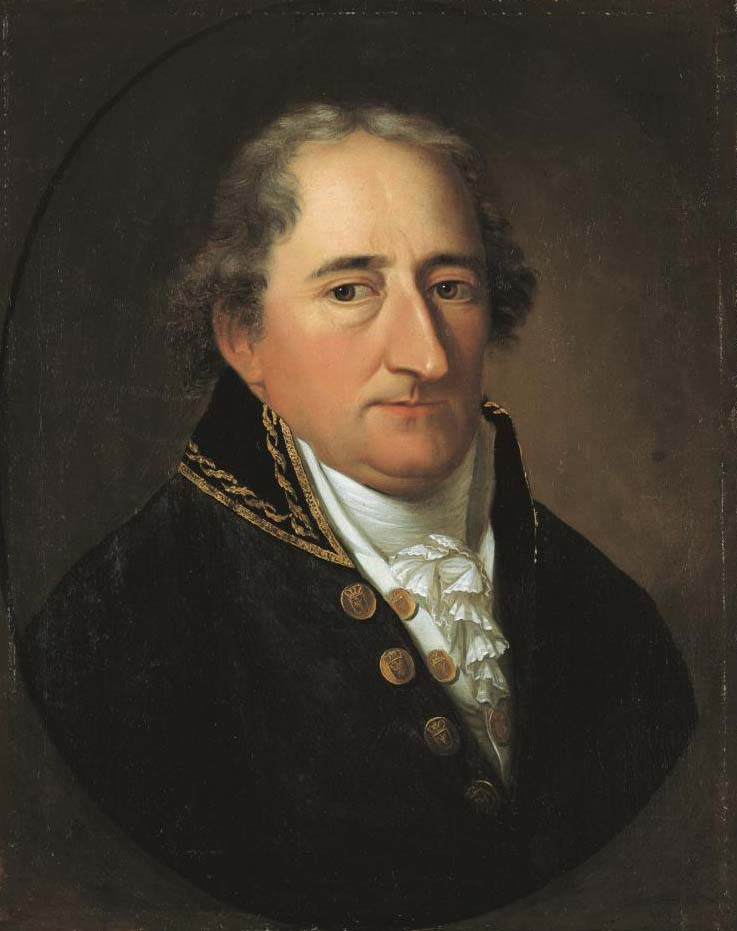
Freiherr vom Stein (Gemälde von Johann Christoph Rincklake, 1804)

Das Projekt der Monumenta Germaniae Historica wurde Anfang des Jahres 1819 durch Heinrich Friedrich Karl vom und zum Stein gegründet und setzte sich das ehrgeizige Ziel, die wesentlichen Geschichtsquellen zur „deutschen“ Vergangenheit zu edieren. Zunächst wurde die Unternehmung in Form einer „Gesellschaft für ältere deutsche Geschichtskunde“ organisiert, deren Generaldirektion sich am 20. Januar in der Wohnung Steins in Frankfurt konstituierte. Nach fünf Beratungssitzungen wurde die Satzung am 12. Juni 1819 bekanntgegeben und die Gesellschaft für eine breitere (wissenschaftliche) Öffentlichkeit geöffnet. Johann Lambert Büchler gab ihr und damit den MGH dabei das Motto Sanctus amor patriae dat animum (lateinisch für „Die heilige Vaterlandsliebe gibt den (rechten) Geist“) – ein Wahlspruch im Sinne des romantischen Nationalismus zu Beginn des 19. Jahrhunderts. Anfängliche Meinungsverschiedenheiten über Art und Umfang der Quellensammlung wurden mit dem Plan der Zentraldirektion von 1824 grundlegend geklärt, beispielsweise wurde die Einteilung der Publikationen in die fünf Haupt-Abteilungen (vgl. dazu den nächsten Abschnitt) beschlossen. Als editorische Regeln wurden damals unter anderem vorgegeben: Die besten Handschriften eines Werkes sollten vollständig, die schlechteren nur in Auswahl berücksichtigt werden. Die originale Rechtschreibung der Handschriften sei bis auf die Unterscheidung von u, v und w beizubehalten, die Interpunktion könne modernisiert werden.
Maßgeblich für den Druck wurde der Verleger Heinrich Wilhelm Hahn der Jüngere; dieser reichte den Auftrag an Friedrich Bernhard Culemann weiter. Bis 2014 lag die Publikation dann bei der Hahnschen Buchhandlung.
Außerdem wurde als Richtwert für den zeitlichen Umfang der Monumenta die Zeit von etwa 500 bis 1500 festgesetzt, vom Aufhören der klassischen Literatur bis zum allgemeinen Gebrauch der Buchdruckerkunst. Antike klassische Schriftsteller – wie etwa Tacitus – sollten allenfalls auszugsweise berücksichtigt werden. Hinsichtlich des räumlichen Umfangs sollte die mittelalterliche Ausdehnung des römisch-deutschen Reiches maßgeblich sein, so dass auch die deutsche Schweiz, Elsass-Lothringen, die Ostseeprovinzen und die Niederlande berücksichtigt würden. Daneben sollten auch die wichtigsten germanischen Stämme wie die Vandalen, Burgunder und Langobarden berücksichtigt werden: „Bis zu ihrer Vermischung oder ihrem Untergange“ gehöre ihre Geschichte „im weiteren Sinne auch zu der unsrigen“, heißt es im Plan des Unternehmens für ältere deutsche Geschichtskunde von 1824. Befolgt wurde jedoch auch die Warnung von Barthold Georg Niebuhr, der gegen die Aufnahme der Quellen einiger der „ausgewanderten Stämme“ große Bedenken hatte: die Franken seien zwar ohne weiteres aufzunehmen, weil ja ihr Siedlungsgebiet Teil des karolingischen Reiches gewesen war; aber die Angelsachsen, wandte er ein, seien toto orbe divisi gewesen (lateinisch: „mit ihrem ganzen (Siedlungs-)gebiet [vom römisch-deutschen Reich] getrennt“), ebenso die Westgoten.

### Weitere Entwicklung
Langjähriger Leiter der Gesellschaft (1823–1873) war Georg Heinrich Pertz; Sekretär war während der ersten Jahrzehnte Johann Friedrich Böhmer, der Herausgeber und Begründer der Edition der Königs- und Kaiserurkunden (Regesta imperii). Zu den bedeutendsten weiteren Mitarbeitern gehörte Georg Waitz, der unter anderem für die Reihe der Scriptores hauptverantwortlich zeichnete, aber 1842 ausschied und Professor in Kiel und Göttingen wurde, und der jüdische Historiker Philipp Jaffé, der die Papsturkunden edierte und ab 1854 unter dem alternden Pertz das wissenschaftliche Niveau der MGH hochhielt, aber 1862 ging in Konflikt mit Pertz, der zunehmend autokratisch regierte und seinen Sohn Karl August Friedrich Pertz als Nachfolger durchsetzen wollte. Als er auch noch Jaffé nachstellte, der inzwischen als erster Jude außerordentlicher Professor für Geschichte an der Universität Berlin geworden war und ein Konkurrenzprojekt zur MGH nach seinem Ausscheiden 1862/63 begonnen hatte, aber 1870 Suizid beging (auch aufgrund anderer Ursachen, aber nach Zuspitzung des Konflikts mit Pertz und verwickelt in fachliche Konflikte mit Waitz), wurde Pertz unter wesentlichem Einfluss von Theodor Mommsen in der alleinigen Leitung entmachtet. Die Kritik an ihm und seinem Führungsstil hatte sich schon länger zugespitzt. Mommsen organisierte die MGH neu mit kollegialer Leitungsstruktur und übergab 1875 Waitz die Leitung. Ebenfalls 1875 wurde der Verein in eine öffentlich-rechtliche Körperschaft umgewandelt, deren erster Präsident Pertz wurde. In Berlin wurde eine Zentraldirektion eingerichtet, die durch das Deutsche Reich finanziert wurde. 1935 wurden die Monumenta Germaniae Historica in ein Reichsinstitut für ältere deutsche Geschichtskunde aufgelöst.
1945 wurde die Monumenta Germaniae Historica von Vertretern aller deutschen Akademien und der Österreichischen Akademie der Wissenschaften wiederhergestellt. Seit 1949 haben die MGH ihren Sitz in München, seit 1967 im Gebäude der Bayerischen Staatsbibliothek. Der Freistaat Bayern verlieh dem Institut 1963 die Rechtsform Körperschaft des öffentlichen Rechts. Im Jahr 2004 begannen die MGH, finanziell gefördert durch die Deutsche Forschungsgemeinschaft, ihre sämtlichen Editionen, die älter als drei Jahre sind, in Form von digitalisierten Scans und als Volltexte online zu stellen (siehe Weblinks). Seit 2014 werden die Bände der Monumenta Germaniae Historica vom Harrassowitz Verlag herausgegeben.
Zahlreiche Vorsitzende der MGH haben bei früheren Präsidenten des Editionsunternehmens promoviert, was die hohe personelle Kontinuität und die enge Verquickung von universitärer Lehre und Institutsarbeit dokumentiert. Seit April 2012 war die Fuhrmann-Schülerin Claudia Märtl befristet für zwei Jahre Präsidentin der MGH. Kurz danach wurden die MGH einer Evaluation durch das Staatsministerium für Bildung, Kultus, Wissenschaft und Kunst unterzogen. Absicht war es, das Institut mit der bayerischen Akademie der Wissenschaften zu vereinigen. Märtls Bestreben, die Präsidentenstelle dauerhaft institutionell zu sichern, scheiterten an der zögerlichen Haltung des Ministeriums unter der Leitung von Wolfgang Heubisch (FDP). In diesem Zusammenhang wurde auf Veranlassung der Zentraldirektion ein Schreiben an den damaligen bayerischen Ministerpräsidenten Horst Seehofer verfasst, in dem auf die Gefahren der Evaluationsvorschläge für die bayerische Wissenschaftspolitik hingewiesen wurde. Am 31. März 2014 trat Märtl aus Protest gegen die Einsparmaßnahmen des Freistaates Bayern und Reformforderungen des von Ludwig Spaenle (CSU) übernommenen Staatsministeriums als Präsidentin zurück. Angesichts der Einsparmaßnahmen des Freistaates Bayern, die das eigenständige Fortbestehen der Institution gefährden, verzichtete Märtl auf eine Entfristung über den 31. März 2014 hinaus.
Von 2014 bis 2018 war Marc-Aeilko Aris kommissarischer Präsident der MGH. In dieser Zeit wurde die Satzung der MGH geändert, woraus sich bedeutende Strukturänderungen ergaben. Die Schieffer-Schülerin Martina Hartmann wurde 2018 MGH-Präsidentin. Stellvertreter der Präsidentin wurde Stefan Petersen. Der ordentliche Haushalt der MGH hatte Ausgaben in Höhe von 1.804.137,35 Euro. Davon entfielen 1.750.752,10 Euro auf den Staatshaushalt und 53.385,25 Euro wurden über Drittmittel finanziert.
Am 20. Januar 2019 feierten die Monumenta Germaniae Historica das 200. Jubiläum ihrer Gründung. Zu diesem Anlass fanden 2019 Veranstaltungen in Berlin, München, Rom und Wien statt. Die Jubiläumsfestschrift „Mittelalter lesbar machen“ ist im Sommer 2019 erschienen. Mit dem bayerischen Wissenschaftsminister Bernd Sibler wurde im Januar 2019 eine Zielvereinbarung unterzeichnet. Dabei soll die Digitalisierung vorangebracht und die Arbeit mit ausländischen Wissenschaftlern intensiviert werden.
Zu Ehren ihres Gründers verleihen die MGH seit 2012 die Freiherr-vom-Stein-Medaille für mediävistische Grundlagenforschung.

## Publikationen und Abteilungen

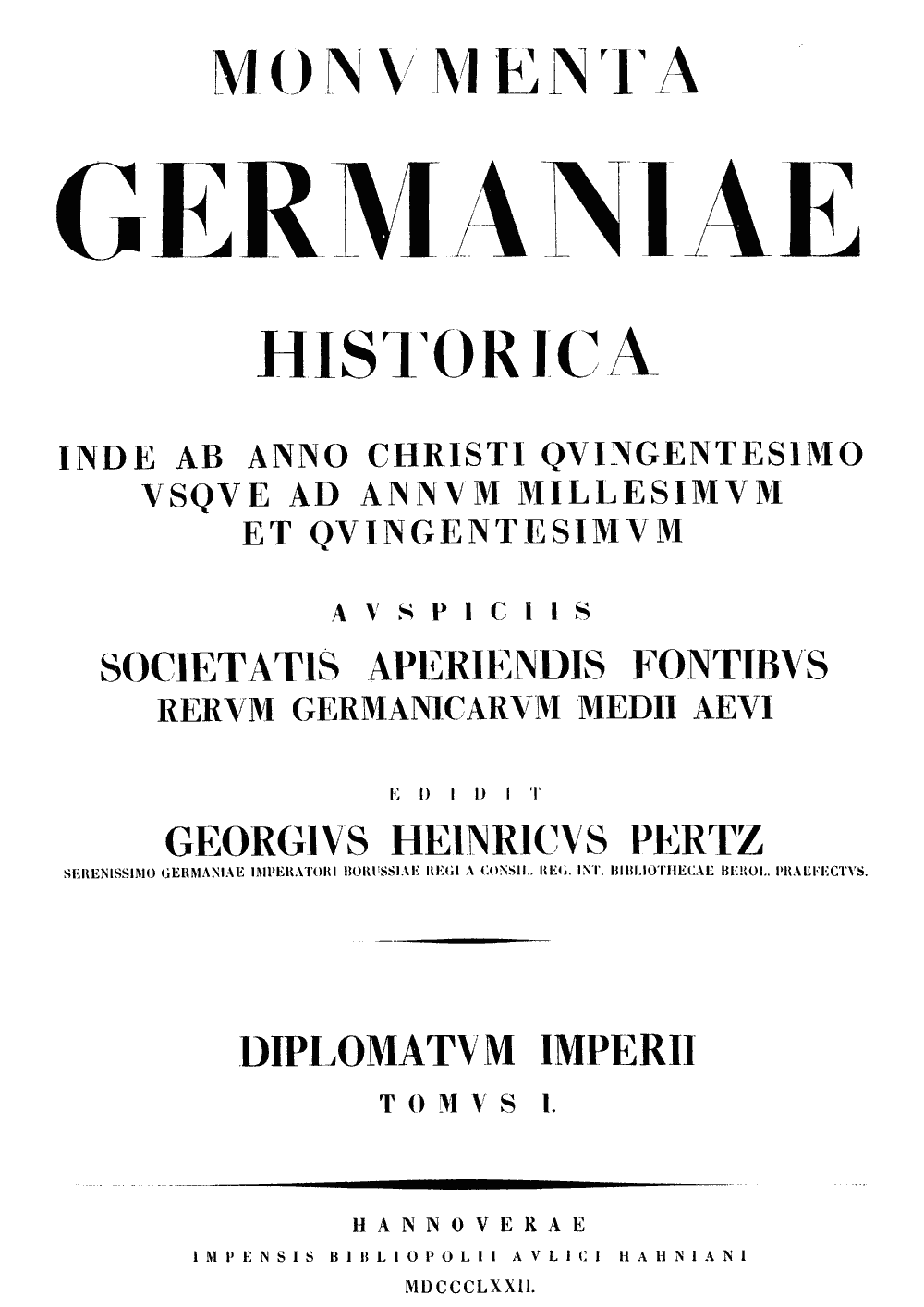
Titel der Ausgabe „Diplomata Imperii“, Band I, Hannover 1872

Die Publikationen der Monumenta Germaniae Historica erscheinen hauptsächlich in fünf Abteilungen, den Scriptores (lateinisch für „Schriftsteller“ – enthält narrative Quellen wie Viten, Chroniken, Annalen, Staatsschriften), den Leges (lateinisch für „Gesetze“ – Rechtsquellen im weiteren Sinn; normative Texte), den Diplomata (lateinisch für „Urkunden“ – hauptsächlich Dokumente der fränkischen und deutschen Herrscher), den Epistolae (lateinisch für „Briefe“) und den Antiquitates (lateinisch für „Altertümer“ – enthält unter anderem Gedichte, Nekrologien, Memorialbücher). Innerhalb dieser Abteilungen erscheinen die einzelnen Publikationen sowie verschiedene untergeordnete Editionsreihen. Die hier genannten Bandanzahlen beziehen sich auf die jeweilige Reihenzählung; unabhängig davon beinhalten einige der Einzelnummern mehrere Teilbände. Zu den Autoren siehe Liste der Autoren der Monumenta Germaniae Historica.

### Abteilung I: „Scriptores“
- Auctores antiquissimi (15 Bände, 1877–1919): Texte der Spätantike und zur Geschichte der Germanen
- Scriptores rerum Merovingicarum (7 Bände, 1885–1951): Zeit der Merowinger
- Scriptores rerum Langobardicarum et Italicarum saec. VI–IX (1 Band, 1878): italienische Geschichtsschreiber des 6. bis 9. Jahrhunderts
- Gesta pontificum Romanorum (1 Band, 1898): Edition des Liber Pontificalis; Fortsetzung der Teilreihe ist geplant[10]
- Scriptores (mit dem Zusatz in Folio; bislang 39 Bände, 1826–): eigentliche Hauptreihe der Abteilung
- Scriptores rerum Germanicarum, Nova series (bislang 25 Bände, 1922–?): zweite Hauptreihe der Abteilung im Oktavformat
- Scriptores rerum Germanicarum in usum scholarum separatim editi (bislang 83 Bände, 1841–): Einzelausgaben lateinischer Quellentexte zum Studiengebrauch, ebenfalls im Oktavformat
- Scriptores qui vernacula lingua usi sunt / Deutsche Chroniken und andere Geschichtsbücher des Mittelalters (6 Bände, 1877–1909): deutschsprachige Chroniken zur mittelalterlichen Geschichte
- Libelli de lite imperatorum et pontificum saeculis XI. et XII. conscripti (3 Bände, 1891–1897): Streitschriften aus der Epoche des Investiturstreits und des 12. Jahrhunderts
- Staatsschriften des späteren Mittelalters (bislang 8 Bände, 1941–): politische Traktate etc. des Spätmittelalters

### Abteilung II: „Leges“
- Leges (5 Bände, 1835–1889): Ursprüngliche Publikationsreihe im Folioformat für Rechtsquellen, mittlerweile großteils durch Editionen in anderen Teilreihen ersetzt
- Leges nationum Germanicarum (bislang 7 Bände, 1888–): Sammlungen der Volksrechte germanischer Stämme der Völkerwanderungszeit
- Capitularia regum Francorum (2 Bände, 1883–1897): Kapitularien der Merowinger und Karolinger
- Capitularia regum Francorum, Nova series (bislang 4 Bände, 1996–): Neuedition der fränkischen Kapitularien
- Capitula episcoporum (bislang 4 Bände, 1984–): Bischöfliche Kapitularien
- Concilia (bislang 8 Bände und 4 Supplementbände, 1893–): Dokumente zu den mittelalterlichen Konzilien, bislang nur zum Früh- und Hochmittelalter
- Die Konzilsordines des Früh- und Hochmittelalters / Ordines de celebrando concilio (1996): Edition verschiedener Konzilsordines
- Collectiones canonum (bisher 1 Band, 2023–): bislang Regino von Prüm, Sendhandbuch
- Constitutiones et acta publica imperatorum et regum (bislang 14 Bände, 1893–): Gesetze und Verträge der römisch-deutschen Herrscher
- Formulae Merowingici et Karolini aevi (bislang 1 Band, 1882–1886): Frühmittelalterliche Formelsammlungen zur Formulierung von Urkundentexten
- Fontes iuris Germanici antiqui in usum scholarum separatim editi (bislang 17 Bände, 1869–): Einzelausgaben bedeutender Rechtsquellen der mittelalterlichen deutschen Geschichte zum Studiengebrauch
- Fontes iuris Germanici antiqui, Nova series (bislang 12 Bände, 1933–): Neue Reihe mittelalterlicher Rechtsquellen, besonders der Rechtsspiegel

### Abteilung III: „Diplomata“
- Die Urkunden der Merowinger / Diplomata regum Francorum e stirpe Merovingica (2 Bände, 2001): Urkunden des fränkischen Merowingerreiches; ersetzt den Band Diplomata regum Francorum e stirpe Merowingica von 1872.
- Die Urkunden der Arnulfinger / Diplomata maiorum domus regiae e stirpe Arnulforum (1 Band, 2011): Urkunden der arnulfingischen Hausmeier
- Die Urkunden der Karolinger / Diplomata Karolinorum (bislang 4 Bände, 1906–): Urkunden der Karolinger ausgenommen die Herrscher des ostfränkischen Reiches
- Die Urkunden der burgundischen Rudolfinger / Regum Burgundiae e stirpe Rudolfina Diplomata et Acta (1 Band, 1977): Urkunden der welfischen Herrscher des Königreichs Burgund
- Die Urkunden der deutschen Karolinger / Diplomata regum Germaniae ex stirpe Karolinorum (4 Bände, 1932–1960): Urkunden der ostfränkischen Herrscher
- Die Urkunden der deutschen Könige und Kaiser / Diplomata regum et imperatorum Germaniae (bislang 20 Bände in deutlich mehr Teilbänden, 1879–): Urkunden der römisch-deutschen Herrscher, bislang mit Unterbrechungen von Konrad I. (911) bis Alfons von Kastilien (1265) Online
- Laienfürsten- und Dynastenurkunden der Kaiserzeit (bislang 2 Bände, 1941–): Urkunden weltlicher Fürsten
- Die Urkunden der Lateinischen Könige von Jerusalem / Diplomata regum Latinorum Hierosolymitanorum (1 Band in 4 Teilen, 2010): Urkunden der Kreuzfahrerkönige von Jerusalem

### Abteilung IV: „Epistolae“
- Epistolae (bislang 9 Bände, 1887–): Briefe des Frühmittelalters, von Gregor dem Großen bis Hinkmar von Reims (im Quartformat)
- Die Briefe der deutschen Kaiserzeit (bislang 10 Bände, 1949–): Briefe des Hochmittelalters
- Briefe des späteren Mittelalters (bislang 4 Bände, 2000–): Briefe des Spätmittelalters
- Epistolae saeculi XIII e regestis pontificum romanorum selectae (3 Bände, 1883–1894): Briefe des 13. Jahrhunderts und Papstregesten
- Epistolae selectae (bislang 5 Bände, 1916–): Verschiedene weitere Briefausgaben

### Abteilung V: „Antiquitates“
- Poetae latini medii aevi (bislang 6 Bände, 1881–): Poetische Texte aus der Zeit der Karolinger und Ottonen
- Necrologia Germaniae (5 Bände, 1886–1920; Supplementband 1884): Nekrologe deutscher Bistümer; großteils durch die beiden folgenden Reihen ersetzt
- Libri memoriales (bislang 2 Bände, 1970–): Liber memorialis des Klosters Remiremont sowie der karolingische Reichskalender
- Libri memoriales et necrologia, nova series (bislang 10 Bände, 1979–): Neue Reihe für Nekrologe und Gedächtnisbücher

### Weitere Editionsreihen
Außerhalb der fünf Abteilungen (oder erschienen) bei den Monumenta Germaniae Historica:
- Quellen zur Geistesgeschichte des Mittelalters (bislang 35 Bände, 1955–)
- Reiseberichte des Mittelalters (bislang 1 Band, 2020–)
- Deutsches Mittelalter. Kritische Studientexte (4 Bände, 1937–1949)
- Hebräische Texte aus dem mittelalterlichen Deutschland (bislang 3 Bände, 2005–)
- Digitale Editionen (bislang 1 Band, 2019–)

### Publikationsreihen und Publikationen
- Hilfsmittel (bislang 32 Bände, 1975–): begleitende Studien zu den Quelleneditionen, Handschriftenverzeichnisse, Incipit-Verzeichnisse, Konkordanzen
- Schriften der Monumenta Germaniae Historica (bislang 84 Bände, 1938–)
- Studien und Texte (bislang 71 Bände, 1991–)
- Studien zur Geschichte der Mittelalterforschung (bislang 3 Bände, 2021–)
- Zur Geschichte der Monumenta Germaniae Historica (bislang 7 unnummerierte Bände, 1921–)

Die Zeitschrift Deutsches Archiv für Erforschung des Mittelalters (seit 1937; Vorgänger waren 1820–1874 die Zeitschrift Archiv der Gesellschaft für ältere deutsche Geschichtskunde und 1876–1935 das Neue Archiv der Gesellschaft für ältere deutsche Geschichtskunde; bis 1951 Deutsches Archiv für Geschichte des Mittelalters)
Die Ausgewählte Quellen zur deutschen Geschichte des Mittelalters (Freiherr vom Stein-Gedächtnisausgabe/FSGA) druckt die mittelalterlichen Quellen in Originalsprache und in deutscher Übersetzung ab. Damit steht sie in der Nachfolge der älteren Reihe Die Geschichtschreiber der deutschen Vorzeit.

## Präsidenten
Die Präsidenten der Monumenta Germaniae Historica waren von der Gründung bis heute:
- 1823–1873 Georg Heinrich Pertz
- 1875–1886: Georg Waitz
- 1886–1888: Wilhelm Wattenbach (kommissarisch)
- 1888–1902: Ernst Dümmler
- 1902–1905: Oswald Holder-Egger (gewählt; Ernennung ausgeblieben)
- 1905–1914: Reinhold Koser (bis 1906 kommissarisch)
- 1914–1919: Michael Tangl (kommissarisch)
- 1919–1935: Paul Fridolin Kehr
- 1936–1937: Wilhelm Engel (kommissarisch)
- 1937–1942: Edmund Ernst Stengel
- 1942–1945: Theodor Mayer
- 1947–1959: Friedrich Baethgen
- 1959–1970: Herbert Grundmann
- 1970–1971: Hermann Krause (kommissarisch)
- 1971–1994: Horst Fuhrmann
- 1994–2012: Rudolf Schieffer
- 2012–2014: Claudia Märtl
- 2014–2018: Marc-Aeilko Aris (kommissarisch)
- seit 2018: Martina Hartmann